# Kjulaås
Kjulaås – miejscowość (tätort) w Szwecji, w regionie administracyjnym (län) Södermanland, w gminie Eskilstuna.
Według danych Szwedzkiego Urzędu Statystycznego liczba ludności wyniosła: 915 (31 grudnia 2015), 929 (31 grudnia 2018) i 932 (31 grudnia 2019).